# Sammenslutning af Børne- & Ungdomspædagogernes Landsforbund
Sammenslutning af Børne- & Ungdomspædagogernes Landsforbund (Forkortet: BUPL) var et dansk fagforbund for pædagoger skiftet den 1. januar 1973 efter sammenlægning af tre landsdækkende foreninger: Dansk Barneplejeråd, Dansk Børnehaveråd og Foreningen af fritidspædagoger. Ved stiftelsen havde BUPL forbundet 5763 medlemmer, Gertrud Berg som kom fra Dansk Børnehaveråd blev den første formand. I 1992 blev BUPL lagt sammen med Landsforeningen Danske Klubfolk og blev i stedet til den nuværende fagforening Børne- og Ungdomspædagogernes Landsforbund – forbundet for pædagoger og klubfolk.